# Кацуюки Кавачи
Кацуюки Кавачи (на японски: 河内 勝幸) е японски футболист.

## Национален отбор
Записал е и 3 мача за националния отбор на Япония.
| Япония | Япония | Япония |
| Година | Мачове | Голове |
| ------ | ------ | ------ |
| 1979   | 3      | 0      |
| Общо   | 3      | 0      |